# Ninia pavimentata
Ninia pavimentata là một loài rắn trong họ Rắn nước. Loài này được Bocourt mô tả khoa học đầu tiên năm 1883.